# VH1 Classic
VH1 Classic était une chaîne de télévision musicale américaine appartenant au groupe Viacom Media Networks, principalement orientée sur les vidéo-clips des années 1970 à nos jours, avec des rares clips des années 1940, 50 et 60. Elle est une sous-chaîne de VH1.

## Historique
Le 1er août 2016, la version américaine est devenue MTV Classic pour les 35 ans de MTV, laissant seule la version européenne de VH1 Classic.

## Diffuseurs

### Dans le monde
Liste non exhaustive ,,
- AKTA TV (ex Max TV) (Roumanie)
- Bulsatcom (Bulgarie)
- Canal Digital Nordic (Danemark, Finlande, Norvège, Suède)
- Canal Digitaal (Pays-Bas)
- Claro TV (Colombie)
- DirecTV (États-Unis)
- Dish Network (États-Unis)
- Dolce TV (Roumanie)
- DSTV South Africa (Afrique du Sud)
- Focus Sat (Roumanie)
- HITS Quantum (États-Unis)
- Inter Satelital (Pérou)
- KabelKiosk (Allemagne)
- Kontinent TV (Russie)
- Magio Televízia (Slovaquie)
- MagtiSat (Russie)
- Mobistar (Belgique)
- MTV Networks (Europe)
- NOS (Portugal)
- NTV Plus (Russie)
- Polaris Media (Serbie)
- Sky Deutschland (Allemagne)
- Sky Digital (Royaume-Uni)
- Sky México (Mexique)
- Telekom TV (Roumanie)
- TéléSAT (Belgique)
- Tricolor TV (Russie)
- TV Vlaanderen Digitaal (Belgique)
- UPC Direct (Hongrie, Slovaquie, Roumanie)
- Viasat (Danemark, Norvège, Suède)
- Vostochnii Express (Russie)
- Yes (Israël)
- Sky Italia

La chaine est diffusée à travers les satellites AMC 11, AMC 18, Amos 2, Astra 1M, Astra 4A, Astra 5B, DirecTV 4S/8, EchoStar 11, EchoStar 16, Eutelsat 9A, Eutelsat 16A, Eutelsat 36A, Express AM5, Hellas Sat 2, Hispasat 1E, Horizons 2, Intelsat 1R, Intelsat 20, Intelsat 21, Intelsat 902, QuetzSat 1, Telstar 12, Thor 6.
La diffusion est, quant à elle cryptée, offerte dans les offres ou en option.

### En France
- Freebox TV[4] : canal 280
- SFR[5] : chaine 271
- CityPlay
- Canalsat : plus disponible depuis le 1er janvier 2013
- Numericable : canal 263

## Programmes

### Émissions actuelles
- Happy Monday's - Vidéo-clips généralistes.
- Timeless Tuesdays - Vidéo-clips généralistes.
- Wind Back Wednesdays - Vidéo-clips généralistes.
- Throwback Thursdays - Vidéo-clips généralistes.
- Flashback Friday - Vidéo-clips généralistes.
- We Are The 80s - La musique des années 1980.
- Smells Like The 90s - La musique des années 1990.
- Nothing But The 00's - La musique des années 2000.
- All Night Long - Vidéo-clips généraliste.

### Anciennes émissions
- 2009 for 2009
- 70s A to Z
- 8 days of The 80's
- 80 Hours of the '80s
- 80's Vs 90's
- 90's Vs 00's
- All Request Hour
- 90s Rocked
- All Roads Lead to Sturgis
- All Star Jams
- Classic Jukebox
- Classic Pop-Up Video
- Classic Power Ballads
- Decades Rock Live
- First day of MTV
- Hall of Fame weekend block
- Headline Act
- Hip Hop Honors
- Metal Month
- Morning Video Block
- Nothing but Classics
- Pop Show
- Rock Fest
- Rushashonna
- Smells Like the 90's
- Sounds of the 00's
- The 60's Generation*
- The Rock Show
- The Super Seventies
- The Vault
- Totally 80's
- Tuesday Twoplay
- Turn Tables
- VH1 Classic Soul
- VH1 Classic Thanksgiving
- You Can't Stop Hip Hop

### Série
- Saturday Night Live

### Émissions de MTV
- Behind the Music
- Love the...
- Yo! MTV Raps

### Concerts
- BBC Crown Jewels
- VH1 Classic In Concert
- VH1 Rock Honors

## Sources